# Karoline Sinnhuber
Karoline Sinnhuber (* 22. května 1995) je rakouská reprezentantka ve sportovním lezení, juniorská mistryně Evropy v boulderingu.

## Výkony a ocenění
- 2009: bronz na mistrovství světa juniorů
- 2013: juniorská mistryně Evropy

### Závodní výsledky
| Světový pohár | Světový pohár |
| Rok           | 2018          |
| ------------- | ------------- |
| Bouldering    | 33            |
| jednotlivě    |               |

| Mistrovství světa juniorů | Mistrovství světa juniorů |
| Rok                       | 2009 kat. B               |
| ------------------------- | ------------------------- |
| Obtížnost                 | 3                         |

| Mistrovství Evropy juniorů | Mistrovství Evropy juniorů |
| Rok                        | 2013 juniorky              |
| -------------------------- | -------------------------- |
| Bouldering                 | 1                          |